# Gal (unidade)
Unidade de medida de aceleração da gravidade correspondente a (1 cm/s²). Sua denominação é uma homenagem a Galileu Galilei. Representada pelo símbolo Gal.

## Relações com outras unidades
|            | m/s2     | pés/s2    | Aceleração da Gravidade (g0) | Gal (cm/s2) |
| ---------- | -------- | --------- | ---------------------------- | ----------- |
| 1 m/s2 =   | 1        | 3.28084   | 0.101972                     | 100         |
| 1 pés/s2 = | 0.304800 | 1         | 0.0310810                    | 30.4800     |
| 1 g0 =     | 9.80665  | 32.1740   | 1                            | 980.665     |
| 1 cm/s2 =  | 0.01     | 0.0328084 | 0.00101972                   | 1           |